# Ingeborg Drewitz
Ingeborg Drewitz, nata Neubert (Berlino, 10 gennaio 1923 – Berlino Ovest, 26 novembre 1986), è stata una scrittrice tedesca.

## Biografia
Cresciuta durante il nazismo, nel 1945 si laureò in filosofia alla Friedrich-Wilhelm-Universität. Fu scrittrice impegnata, e nei suoi lavori mise sempre in primo piano forti tematiche sociali, politiche e storiche. Con il dramma Alle Tore waren bewacht fu tra i primi scrittori tedeschi a toccare il tema dei campi di concentramento.
La Drewitz è inoltre ricordata per il deciso impegno femminista, che traspare spesso nelle sue opere, ricche di personaggi femminili forti, emancipati e coscienti di sé.